# Dobellone
Il Dobellone o Dobelon o Dubilù (denominazione tipica di Desenzano del Garda) è un gioco di carte piuttosto simile al gioco della Scopa e allo Scarabocion (originario del Veneto). Si gioca in alcune valli della provincia di Trento.
Per questo gioco si utilizza il mazzo di carte trentine da 52 unità, ormai più raro della maggiormente diffusa versione a 40 carte, che fino a tutto il '900 è stato prodotto da fabbricanti di varie regioni come Murari e Masenghini con il nome di "carte da dobellone". Di norma le carte regionali italiane si trovano in mazzi da 40, con l'eccezione delle bresciane e appunto di una versione a 52 delle trentine, ma anche le carte trevigiane o trevisane presentano ancora una variante da 52 carte poiché in quelle zone si continua tutt'oggi a giocare all'affine Scarabocion.

## Storia
La produzione anche a Bari e a Bergamo di mazzi di carte da dobellone testimonia che il gioco è ben noto e radicato per tutto il ventesimo secolo: non mancano ripetute citazioni in trattati sugli usi e costumi trentini. All'inizio del ventunesimo secolo il gioco risulta raro e quasi estinto, anche se ha una breve ripresa nei primissimi anni del millennio a Mattarello, frazione di Trento, ove il Circolo Anziani e Pensionati ha organizzato varie dizioni annuali di un torneo con eco sulla stampa locale.
Nonostante questa radicata diffusione locale, sorprendentemente il gioco non è riportato in alcun trattato sui giochi di carte o testo specialistico sui giochi di carte regionali, al contrario di quanto avviene per lo Scarabocion che invece vi è registrato in più occasioni. La prima volta che le regole del Dobelon vengono date alle stampe risulta essere nei fascicoli del collezionabile Carte da gioco e da collezione, a dicembre 2014. Le regole ivi riportate sono quelle raccolte da Diaolin (Giuliano Natali), poeta dialettale di Sovér che ha citato il gioco in più d'una delle sue poesie.

## Scopo del gioco
La partita si interrompe appena una delle coppie raggiunge i 200 punti, vincendo. Se ha sbagliato i propri calcoli, la coppia perde la partita.

## Regole del gioco

### Fase di preparazione

#### Giocatori
Ci sono quattro giocatori a coppie, due contro due, ciascuno seduto opposto al suo compagno.

#### Carte
Si usa un mazzo di 52 carte trentine da dobellone (cioè dotate anche di carte coi valori di 8, 9 e 10). Le carte a disposizione sono re, cavallo, fante, 10, 9, 8, 7, 6, 5, 4, 3, 2, asso. È possibile giocare anche con un mazzo di 52 carte francesi (le corrispondenze fra i semi sono: coppe = cuori; ori = quadri; bastoni = fiori; spade = picche), senza jolly, tenendo presente che al Cavallo corrisponde la Donna e al Fante il Jack; è meglio però utilizzare sempre le carte locali, per avere una migliore visione del gioco.

#### Senso di rotazione, mazziere e smazzamento delle carte
Si gioca in senso antiorario.
Il mazziere è inizialmente scelto a caso, ma dopo ogni mano, il turno del mazziere passa alla persona che è alla sua destra (sempre senso antiorario).
Il mazziere distribuisce le carte e chi è alla sinistra del mazziere taglia il mazzo, poi distribuisce 12 carte a faccia coperta ad ogni giocatore (in due giri in senso antiorario, prima 6, poi altre 6, iniziando con il giocatore alla destra del mazziere).
I giocatori raccolgono le loro 12 carte in mano e 4 in tavola, poi le guardano.

### Fase di gioco
Il giocatore alla destra del mazziere gioca per primo e si prosegue fino a che sono state giocate tutte le carte in mano ai giocatori.

#### Presa
Un turno consiste nel giocare una carta dalla propria mano sul tavolo, scoperta e ben visibile, la quale può prendere (o non prendere) una o più carte poste sul tavolo stesso.

##### Valore di presa
Si prende come nella scopa. Le carte numeriche da 1 a 10 hanno un valore di presa che è uguale al valore della carta stessa (per esempio: i dieci hanno un valore di presa di 10, i sei hanno un valore di presa di 6, e così via...). L'asso può prendere tutte le carte sul tavolo, ma non fa scopa, oppure prendere se stesso, come accade nella scopa d'assi.
Le figure, eccetto i re, (cavallo, fante) non hanno un valore di presa equivalente a un numero e si prendono solo tra loro (cavallo con cavallo, fante con fante). I re hanno valore di matta e quindi possono assumere il valore di qualunque carta, a discrezione del giocatore.
In base al valore di presa delle carte che ha in mano ogni giocatore imposta il proprio gioco tenendo conto delle regole di presa.

##### Regole di presa
Se il valore della carta giocata è uguale a quello di una carta posta su tavolo, la carta su tavolo può essere presa;
la presa non è obbligatoria la carta può essere calata es. 5 con 5 per creare la combinazione del 10 oppure per bloccare il gioco senza regalar carte agli avversari
se si gioca una carta numerica il cui valore di presa è uguale alla somma dei valori di presa di due o più carte poste sul tavolo, allora quel gruppo di carte poste sul tavolo può essere preso; se si gioca in due, dopo aver fatto una scopa, il giocatore che ha preso è il primo a mettere una carta; se la presa è fatta con carte dello stesso colore diventa punteggio es. 5 e 2 di coppe con il sette di coppe sono 7 punti e se è scopa si raddoppiano es. 3 di bastoni + 6 di bastoni col nove a tavola pulita sono 18 punti. 
nelle prese multiple di 3 o più carte bastano 2 carte dello stesso seme in tavola es. col 10 di spade si può far 20 punti prendendo 2+3 di spade + 5 di bastoni a tavola pulita
se la carta giocata non corrisponde con nessuna carta su tavolo o con la somma di carte su tavolo, allora non c'è presa e la carta rimane a faccia scoperta sul tavolo; in certe località si può calare anche l'asso con scopo combinatorio da giocatori con molta esperienza di gioco.
le figure, eccetto i re, possono catturare solo figure dello stesso valore;
Dopo aver giocato tutte le carte, all'ultimo giro, l'ultimo giocatore che fa una presa prende anche tutte le carte rimaste sul tavolo.

## Il punteggio
Alla fine del gioco i giocatori di una coppia mettono insieme le proprie carte. I punti di gioco vengono conteggiati tra le carte presenti nel mazzo delle mani vinte nel seguente modo:
CarteLa coppia che prende la metà+1 (27) delle carte ottiene 2 punti.
SpadeLa coppia che prende la metà+1 (7) delle carte di spade realizza 1 punto.
DobelonLa coppia che prende il due di spade (“dobelon”, due bellissimo), ottiene 1 punto.
Dieci di denariLa coppia che prende il dieci di denari realizza 1 punto.
Fante di spadeLa coppia che prende il fante di spade realizza 1 punto.
Premio di punteggioChi fa 6 punti nelle cinque maniere sopra descritte, si fa dobelon e totalizza 24 punti.
NapoletanaSe una coppia prende l'asso, il due ed il tre dello stesso seme, totalizza un numero di punti uguale alla più alta carta catturata che è presente in una sequenza ininterrotta di carte di quel seme: per esempio se si sono fatte le seguenti prese: A-2-3-4-5 e 7 di un determinato seme, il punteggio totalizzato sarà 5 perché il 5 è la più alta carta della sequenza ininterrotta.
ScopaSi fa scopa quando si gioca una carta che prende tutte le carte presenti sul tavolo, lasciandolo vuoto (esattamente come a scopa). In questo caso si realizzano tanti punti quant'è il valore della carta con cui si è fatto la presa (ad esempio, se si fa "scopa" con un cinque, si totalizzano 5 punti); inoltre, se questa carta è dello stesso seme di quelle prese, la scopa vale il doppio (la scopa con un 5 varrà, quindi, 10 punti), ma solo se si prende più di una carta. Se si fa scopa con una figura che non sia il Re si totalizza un solo punto. Non è possibile fare scopa nell'ultima presa dell'ultima mano.